# Chiesa della Resurrezione di Nostro Signore Gesù Cristo (Roma, Campo Marzio)
La chiesa della Risurrezione di Nostro Signore Gesù Cristo è un luogo di culto cattolico di Roma, sussidiario della parrocchia di San Giacomo in Augusta, situato nel rione Campo Marzio, in via di San Sebastianello,
Così l'Armellini descrive questa chiesa:
Allorché si gittarono le fondamenta di questa chiesa, si rinvenne un'antica sala romana colla volta ornata di musaici, e tracce di pitture nelle pareti.»
(Armellini, op. cit., p. 343)